# Марк Віпсаній Агріппа Постум
Марк Віпсаній Агріппа Постум (12 до н. е. — 14) — політичний діяч ранньої Римської імперії.

## Життєпис
Походив з династії Юліїв-Клавдіїв. Син Марка Віпсанія Агріппи, консула 37 року до н.е., та Юлії Старшої, доньки імператора Августа. Народився після смерті батька. Звідси його агномен.
У 2 до н. е. брав участь у Троянських іграх. Після смерті своїх старших братів у 4 році був всиновлений Августом одночасно з Тиберієм. У 5 році надів чоловічу тогу, проте не отримав тих привілеїв, які були надані його братам. У 6 році Август зрікся Агріппи за його хуліганську, порочну й жорстоку вдачу, а згодом заслав його до Сорренто, хоча той не був викритий ні в якому злочині. Це заслання стала результатом впливу Лівії, яку Агріппа ненавидів. У нього був якийсь  психічний розлад, у 7-му році Август перевів його на острів Планазію і взяв під варту. Заслання було підтверджено постановою сенату. Згодом Авдасій і Епікад, особи низького походження, склали змову з метою звільнення Агріппи та його матері Юлії, однак були викриті. 
У 14 Август у супроводі Павла Фабія Максима відвідав Агріппу та мав намір з ним замиритися, однак рішення про повернення Агріппи із заслання так і не було ухвалено. 
Після смерті Августа у серпні 14 року Агріппа був вбитий охороною. Тиберій, наступник Августа, нічого не доповів про цю справу сенату, зробивши видимість того, що це було зроблено відповідно до наказу Августа. За іншою версією, таємне розпорядження про вбивство Агріппи віддав Саллюстій Крісп за усною вказівкою самого Тиберія або Лівії, бо Агріппа, бувши онуком й всиновленим Августа, міг претендувати на верховну владу у державі.
За Постума себе видавав колишній раб Клемент, який намагався захопити імператорську владу